# محمد بن سالم الصفراني
محمد بن سالم الصفراني، أستاذ جامعي وباحث وكاتب، من مواليد المدينة المنورة عام 1969م (1389هـ)، ومن أبرز إصدراته كتاب «التشكيل البصري وعلم التجويد: بحث في المحاقلة بين التشكيل البصري وعلم التجويد»، وكتاب «التشكيل البصري في الشعر العربي الحديث 1950 - 2004 بحث في المحاقلة بين الشعر والفنون».

## الدراسة والعمل

### التعليم
- تلقى تعليمه العام في المدينة المنورة.
- حصل على درجة البكالوريوس في اللغة العربية من كلية اللغة العربية بجامعة طيبة.
- حصل على درجة الماجستير في اللغة العربية من الجامعة الأردنية.
- حصل على درجة الدكتوراه في اللغة العربية وآدابها من جامعة الملك سعود عام 2006م.[2]

### العمل
- عمل مشرفًا على العلاقات العامة بكلية المعلمين.
- ترأس قسم التربية الفنية بكلية المعلمين.
- عمل عضوًا هيئة تدريس في جامعة طيبة وترأس اللجنة العامة للنشاط الثقافي فيها.
- عمل عضوًا في عدد من اللجان العلمية والثقافية بجامعة طيبة.[3]
- عين مديراً لفرع الجمعية العربية السعودية للثقافة والفنون بمنطقة المدينة المنورة في مارس 2021م.[4]
- عين مستشاراً ومشرفاً على فرع جمعية الفنانين السعوديين في منطقة المدينة المنورة.[5]

## إسهاماته العلمية والثقافية
للصفراني إسهامات ثقافية غزيرة، ومن إسهاماته:
- عضو مجلس إدارة نادي المدينة الأدبي.
- رئيس تحرير دورية العقيق الصادرة عن نادي المدينة الأدبي.
- له مشاركات عدة في الإذاعة.
- شاعر وكاتب مقالة ومشارك في الحراك الأدبي والثقافي السعودي.
- شارك في العديد من المحاضرات الثقافية والأمسيات الشعرية داخل السعودية وخارجها.[6]

## شاعريته
يعد الصفراني من شعراء التسعينات الميلادية في السعودية، وقد جمع بين الأصالة والحداثة في شعره، إلى جانب أنه استفاد من مجالات تجويد القرآن الكريم، وتطبيق هذه الرؤى في مجال الشعر. وأصدر عدداً من الكتب النقدية والشعرية.

## مؤلفاته
- شعر غازي القصيبي: دراسة فنية.
- غازي القصيبي ومختارات من شعره.
- المدينة (ديوان شعر).
- شارب المحو (ديوان شعر).
- مواقيت الرمال (ديوان شعر).
- التشكيل البصري في الشعر العربي الحديث من 1950م إلى 2004م.
- نحو مجتمع المعرفة: متطلبات التنمية الثقافية والأمن الفكري في المملكة العربية السعودية.[7]
- تجويد الشعر العربي الحديث: بحث في المحاقلة بين تجويد القرآن الكريم والنقد الأدبي.[8]
- ما بعد الشمولية: الشهادة الأدبية في الأدب العربي الحديث، بحث في المحافلة بين القانون والأدب. صدر عام 2021.[9]
- الحداثة الأدبية والنقدية في السعودية: جذورها واتجاهاتها. صدر عام 2024م.[10]

## وصلات خارجية
- محمد الصفراني: التنمية الثقافية هي نشر قيم مجتمع المعرفة
- د.الصفراني يدعو إلى الالتزام بميثاق القراءة العادلة